# Timon
Timon je moško osebno ime. 

## Izpeljanke imena
Timo, Timotej

## Izvor imena
Ime Timon je izpeljanka iz imena Timotej

## Pogostost imena
Po podatkih Statističnega urada Republike Slovenije je bilo na dan 31. decembra 2007  v Sloveniji 152 oseb z imenom Timon.